# Фатава Алямґірі

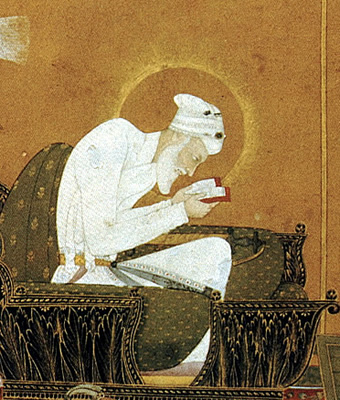
Хафіз Аурангзеб читає Коран

Фатава Алямґірі, також відома як Аль-Фатава аль-Алямґірійя ( араб. الفتاوى العالمگيرية   ) або Аль-Фатава аль-Хіндійя ( араб. الفتاوى الهندية   ), — це збірка XVII-го століття, заснована на шаріаті, про державне управління, загальну етику, військову стратегію, економічну політику, правосуддя та покарання, яка служила законом і регулювальною основою Імперії Великих Моголів під час правління імператора Великих Моголів Мухаммада Мухіуддіна Аурангзеба.  Згодом вона стала довідковим юридичним текстом в забезпеченні дотримання шаріату в колоніальній Південній Азії в XVIII-му аж до початку XX-го століття  і була проголошена як «найбільша збірка мусульманського права, що колись створена в Індії».  

## Опис
Фатава Алямґірі була працею багатьох видатних вчених з різних куточків світу, в тому числі Хіджазу, головним чином з ханафійської школи. Щоб скласти Фатаву Алямґірі, імператор Аурангзеб зібрав 500 експертів з ісламської юриспруденції, 300 з Південної Азії, 100 з Іраку та 100 з Хіджазу . Їхня багаторічна праця вилилась у створення ісламського кодексу законів для Південної Азії в кінці ери Великих Моголів . Він складається з правового кодексу щодо особистого права, сімейного, рабовласницького, воєнного, права власності, міжрелігійних відносин, транзакцій, оподаткування та економіки для низки можливих ситуацій та їх юридичних рішень для факіга того часу. 
Збірка містить вірші з Корану, доповнені оповіданнями хадисів, у тому числі Сахіх аль-Бухарі, Сахіх Муслім, Сунан Абу Давуд і Джамі ат-Тірмідхі . 
Фатава є досить цікавою з кількох причин:
- Спочатку вона охоплювала 30 томів різними мовами, але тепер надрукована в сучасних виданнях як 6 томів [6]
- Вона забезпечила значний прямий внесок в економіку Південної Азії, зокрема Бенгалської суби, поклавши початок прото-індустріалізації . [7]
- Вона служила основою судового права в усій імперії Великих Моголів
- Вона створила правову систему, яка по-різному ставилася до людей залежно від їх релігії

За суттю, подібно до інших ханафійських текстів , закони у Фатава Алямґірі описують, серед іншого, таке:

### Кримінальне та особисте право
- Особисте право для мусульман Південної Азії у XVIII столітті, їхні спадкові права,[9]
- Особисте право щодо дарування,[10]
- Відступники не мають і не залишають прав на спадщину після страти,[11]
- Опікун мусульманської дівчини може організувати її шлюб за її згодою,[12]
- Дорослий мусульманський хлопець, повинен отримати згоду свого опікуна, щоб одружитися,[13]
- Закони, що встановлюють батьківство дитини від дійсного чи недійсного мусульманського шлюбу,[14]
- Чоловік-мусульманин, який має чотири дружини, повинен ставитися до них справедливо, однаково, і кожна повинна приходити в його ліжко, коли він того вимагає,[15]
- Покарання хадад за релігійний злочин зіна (дошлюбний, позашлюбний секс) між вільними мусульманами та рабами-немусульманами. Покарання оголошувалось у вигляді бичування або побиття камінням до смерті (раджм), залежно від статусу обвинуваченого, тобто побиття камінням для одруженого (мухсін) (вільного чи невільного), а щодо неодруженого, вільна особа отримає сто ударів батогом, а раб – п’ятдесят, якщо вони самі зізнаються. [16]

### Грабунок і рабство
- Якщо двоє або більше мусульман або осіб, підлеглих мусульманам, входять на територію, контрольовану не мусульманами, з метою грабунку без дозволу імама, і таким чином захоплюють певну власність тамтешніх жителів і повертають її на мусульманську територію, ця власність буде законно належати їм, [17]
- Право мусульман купувати і володіти рабами,[18]
- Право чоловіка-мусульманина займатися сексом з полоненою рабинею, якою він володіє,[19]
- Раби не мають права спадкування,[20]
- Свідчення всіх рабів були неприйнятними в суді,[21]
- Раби потребують дозволу господаря, перш ніж одружитися,[22]
- Неодружений мусульманин може одружитися з рабинею, яка належить іншому, але мусульманин, одружений з мусульманкою, не може одружитися з рабинею,[23]
- Умови, за яких раби можуть бути частково або повністю звільнені. [24]

### Мухтасіб
Фатава Алямґірі також формалізувала правовий принцип Мухтасіб, або ж посаду цензора , який вже використовувався попередніми правителями Імперії Великих Моголів.  Будь-яка публікація чи інформація могла бути оголошена єрессю, а її передача – злочином.  Посадові особи (котвал) були створені для реалізації шаріатської доктрини хісба.  Посади та адміністративна структура, створені Фатава Алямґірі, були спрямовані в першу чергу на ісламізацію Південної Азії. 

## Розвиток
З тим як влада в Індії переходила від мусульманських правителів до британців, колоніальна адміністрація вирішила зберегти місцеві установи та закони, діяти згідно з традиційними доколоніальними законами замість запровадження світської європейської системи загального права.  Фатава Алямґірі, як задокументована книга ісламського права, стала основою правової системи Індії за часів Аурангзеба та пізніших мусульманських правителів. Крім того, англомовні судді покладалися на еліту фахівців з мусульманського права, щоб встановити законодавство країни, оскільки оригінальна Фатава Алямґірі (Аль-Хіндійя) була написана арабською мовою. Це створило соціальний клас ісламської знаті, яка ревно оберігала свій досвід, законну владу та автономію. Це також призвело до непослідовних тлумачень у різноманітних рішеннях в схожих судових справах. Ця проблема непокоїла британських колоніальних чиновників.  
Припущення колоніального уряду полягало в тому, що очікуване місцеве традиційне законодавство, засноване на шаріаті та інтерпретоване з Фатава Алямґірі, може бути імплементовано через інститут права в стилі англо-саксонського права та прижитись.   Однак це припущення виявилося помилковим у 2-й половині XIX століття через непослідовність і внутрішні протиріччя всередині Фатава Алямґірі, а також через те, що документ, спонсований Аурангзебом, базувався на ханафійському сунітському шаріаті. Мусульмани-шиїти конфліктували з мусульманами-сунітами Південної Азії, як й інші ісламські меншини, і вони ставили під сумнів застосовність Фатава Алямґірі.  По-друге, індуси не прийняли ханафійський шаріатський кодекс законів у Фатава Алямґірі. По-третє, віра колоніального уряду в «правовий прецедент» вступила в конфлікт із нехтуванням «правового прецеденту» в англо-мусульманській правовій системі, яка виникла в період правління Ост-Індської Компанії, що призвело до недовіри між колоніальними чиновникам та мавлаві (мусульманськими релігійними ученими). Колоніальна адміністрація відповіла створенням бюрократії, яка принесла окремі закони для мусульманських сект і немусульман, таких як індуси в Південній Азії.  Ця бюрократія покладалася на Фатава Алямґірі, щоб сформулювати та прийняти серію окремих релігійних законів для мусульман і загальних законів для немусульман (індусів, буддистів, джайнів, сикхів), більшість з яких були прийняті в незалежній Індії після 1947 року  . 
Британці намагалися спонсорувати переклади Фатава Алямґірі. Наприкінці XVIII століття за наполяганням британців, Аль-Хідая була перекладена з арабської на перську. Чарльз Гемілтон  і Вільям Джонс переклали частини документу разом з іншими документами, пов’язаними з шаріатом, англійською мовою. Ці переклади спричинили зниження влади та ролі каді у колоніальній Індії.  Ніл Бейлі опублікував ще один переклад, спираючись на Фатава Алямґірі серед інших документів, у 1865 році, як Зведення закону Мохаммеда .   У 1873 році Сіркар опублікував іншу англійську компіляцію закону Мухаммеда, в тому числі англійський переклад численних розділів Фатава Алямґірі.  Ці тексти стали джерелами, які сформували право та юриспруденцію в колоніальній Індії наприкінці XIX-го та першій половині XX-го століття, багато з яких продовжували діяти в постколоніальній Індії, Пакистані та Бангладеші.  

## Сучасні коментарі
Бертон Стайн стверджує, що Фатава Алямґірі являла собою відновлення авторитету мусульманських улемів у політичній та адміністративній структурі, яка була раніше втрачена мусульманською елітою та народом за часів імператора Моголів Акбара . Вона переформулювала правові принципи для захисту ісламу та мусульманського суспільства, створивши новий, розширений кодекс ісламського права. 
Деякі сучасні історики    пишуть, що британські зусилля з перекладу та впровадження шаріату з документів, таких як Фатава Алямґірі, мали довготривалу юридичну спадщину під час і після здобуття незалежності Індією (Пакистан, Індія, Бангладеш та Шрі Ланка).
За словами Джамала Маліка, документ посилив соціальне розшарування серед мусульман і вийшов з консенсусу ханафійського права.   Він стверджує, що певні покарання реабілітували встановлені категорії: було введено звільнення мусульманських дворян, таких як саїди, від фізичних покарань, губернаторів і землевласників можна було принижувати, але не заарештовувати чи фізично карати, середній клас можна було принижувати та кидати до в’язниці, але не фізично карати, тоді як простолюдини найнижчого класу могли бути заарештовані, принижені та фізично покарані.  Імператору було надано повноваження видавати фармани (правову доктрину), які скасовували фатви ісламських юристів. 
Мона Сіддікі зазначає, що хоча текст називається фатавою, насправді це не фатва і не збірка фатв часів Аурангзеба.  Це жанр ісламського тексту фуру аль-фікх у стилі мабсутс, який компілює багато тверджень і посилається на попередні ханафійські тексти шаріату як обґрунтування. У тексті договір розглядається не як письмовий документ між двома сторонами, а як усна угода, в деяких випадках, наприклад, шлюб, у присутності свідків. 

## Переклад
У 1892 році бенгальський вчений Наймуддін опублікував чотиритомний переклад Фатава Алямґірі бенгальською мовою. 

## Дивіться також
- Делійський султанат

### Цитування
1. 1 2 3 4 5  Jamal Malik (2008), Islam in South Asia: A Short History, Brill Academic, ISBN 978-9004168596, pp. 194-197
2. 1 2 3 4 5 6 7 8  David Arnold and Peter Robb, Institutions and Ideologies: A SOAS South Asia Reader, Psychology Press, pp. 171-176
3. ↑  The Cambridge History of India, Volume 5, Page 317
4. ↑  The End of Muslim Rule in India, Volume 1, page 192-198
5. ↑  The Administration of Justice in Medieval India, MB Ahmad, The Aligarh University (1941)
6. ↑  Al-Bernhapuri, Nazarudeen. Fatawa Hindiyyah. 1st ed. Vol. 1. 6 vols. Damascus, Beirut, Kuwait: Dar an-Nawadir, 2013.
7. ↑  Hussein, S M (2002). Structure of Politics Under Aurangzeb 1658-1707. Kanishka Publishers Distributors. с. 158. ISBN 978-8173914898.
8. ↑  Alan Guenther (2006), Hanafi Fiqh in Mughal India: The Fatawa-i Alamgiri, in Richard Eaton (Editor), India's Islamic Traditions: 711-1750, Oxford University Press, ISBN 978-0195683349, pp. 209-230
9. ↑  A digest of the Moohummudan law p. 344 with footnote 1, Neil Baillie, Smith Elder, London
10. ↑  A digest of the Moohummudan law pp. 515-546 with footnote 1 etc, Neil Baillie, Smith Elder, London
11. ↑  Fatawa i-Alamgiri, Vol 6, pp. 632-637 - Sheikh Nizam, al-Fatawa al-Hindiyya, 6 vols, Beirut: Dar Ihya' al-Turath al-'Arabi, 3rd Edition, (1980)
12. ↑  Fatawa i-Alamgiri, Vol 1, pp. 402-403 - Sheikh Nizam, al-Fatawa al-Hindiyya, 6 vols, Beirut: Dar Ihya' al-Turath al-'Arabi, 3rd Edition, (1980)
13. ↑  A digest of the Moohummudan law p. 5 with footnote 1, Neil Baillie, Smith Elder, London
14. ↑  A digest of the Moohummudan law pp. 392-400 with footnote 2 etc, Neil Baillie, Smith Elder, London
15. ↑  Fatawa i-Alamgiri, Vol 1, p. 381 - Sheikh Nizam, al-Fatawa al-Hindiyya, 6 vols, Beirut: Dar Ihya' al-Turath al-'Arabi, 3rd Edition, (1980)
16. ↑  A digest of the Moohummudan law pp. 1-3 with footnotes, Neil Baillie, Smith Elder, London
17. ↑  A digest of the Moohummudan law pp. 364 with footnote 3, Neil Baillie, Smith Elder, London
18. ↑  Fatawa i-Alamgiri, Vol 5, p. 273 - Sheikh Nizam, al-Fatawa al-Hindiyya, 6 vols, Beirut: Dar Ihya' al-Turath al-'Arabi, 3rd Edition, (1980)
19. ↑  Fatawa i-Alamgiri, Vol 1, pp. 395-397; Fatawa-i Alamgiri, Vol 1, pp. 86-88, Sheikh Nizam, al-Fatawa al-Hindiyya, 6 vols, Beirut: Dar Ihya' al-Turath al-'Arabi, 3rd Edition, (1980)
20. ↑  Fatawa i-Alamgiri, Vol 6, p. 631 - Sheikh Nizam, al-Fatawa al-Hindiyya, 6 vols, Beirut: Dar Ihya' al-Turath al-'Arabi, 3rd Edition, (1980); The Muhammadan Law p. 275 annotations
21. ↑  A digest of the Moohummudan law pp. 371 with footnote 1, Neil Baillie, Smith Elder, London
22. ↑  Fatawa i-Alamgiri, Vol 1, page 377 - Sheikh Nizam, al-Fatawa al-Hindiyya, 6 vols, Beirut: Dar Ihya' al-Turath al-'Arabi, 3rd Edition, (1980); The Muhammadan Law p. 298 annotations
23. ↑  Fatawa i-Alamgiri, Vol 1, pp. 394-398 - Sheikh Nizam, al-Fatawa al-Hindiyya, 6 vols, Beirut: Dar Ihya' al-Turath al-'Arabi, 3rd Edition, (1980)
24. ↑  A digest of the Moohummudan law pp. 386 with footnote 1, Neil Baillie, Smith Elder, London
25. ↑  Regulation of Morals Mughal Administration, J Sircar
26. ↑  K Ewing (1988), Sharia and ambiguity in South Asian Islam, University of California Press, ISBN 978-0520055759
27. 1 2 3 4  J. Duncan Derrett (1999), Religion, Law and State in India, Oxford University Press, ISBN 978-0195647938
28. ↑  Charles Hamilton, Guide: A Commentary on the Mussulman Laws на «Google Books», Allen & Co, London
29. ↑  U Yaduvansh (1969), The decline of the role of the qadis in India: 1793-1876, Studies in Islam, Vol 6, pp. 155-171
30. ↑  A Digest of Moohummudan Law на «Google Books», Smith Elder London, Harvard University Archives
31. ↑  The Muhammadan Law на «Google Books», (Translator: SC Sircar, Tagore Professor of Law, Calcutta, 1873)
32. ↑  Burton Stein (2010), A History of India, John Wiley & Sons, ISBN 978-1405195096, pp. 177-178
33. ↑  Scott Kugle (2001), Framed, Blamed and Renamed: The Recasting of Islamic Jurisprudence in Colonial South Asia, Modern Asian Studies, Volume 35, Issue 02, pp 257-313
34. ↑  Mona Siddiqui (1996), Law and the Desire for Social Control: An Insight into the Hanafi Concept of Kafa'a with Reference to the Fatawa 'Alamgiri, In Mai Yamani, ed. Feminism in Islam: Legal and Literary
Perspectives, ISBN 978-0814796818, New York University Press
35. ↑  Daniel Collins (1987), Islamization of Pakistani Law: A Historical Perspective, Stanford Journal Int'l Law, Vol. 24, pp. 511-532
36. ↑  Jamal Malik (2008), Islam in South Asia: A Short History, Brill Academic, ISBN 978-9004168596, p. 195, Quote - "At the same time the Fatawa stiffened the social hierarchy of a highly stratified system at the head of which stood the emperor."
37. ↑  Jamal Malik (2008), Islam in South Asia: A Short History, Brill Academic, ISBN 978-9004168596, p. 195, Quote - "In some instances the Fatawa even disagreed with the consensual Hanafi law when it stipulated that rebels could be sentenced to death. "
38. ↑  Jamal Malik (2008), Islam in South Asia: A Short History, Brill Academic, ISBN 978-9004168596, p. 195, Quote - "the noblest including ulama and sayyids (ulwiyya) were exempted from physical punishments, while governors (umara) and landholders (dahaqin) could be humiliated but not physically punished or imprisoned. The middle class (awsat) could not be physically punished but humiliated and imprisoned, while the lower classes (khasis and kamina) were subjected to all three categories of sentences: humiliation, physical punishment and imprisonment
"
39. ↑  M. Reza Pirbhai (2009), Reconsidering Islam in a South Asian Context, Brill Academic, ISBN 978-9004177581, pp. 131-154
40. 1 2  M Siddiqui (2012), The Good Muslim: Reflections on Classical Islamic Law and Theology, Cambridge University Press, ISBN 978-0521518642, pp 12-16
41. ↑  Islam Khan, Nurul (1990).   (бенг.). Establishment Ministry. с. 277. {{cite book}}: Пропущений або порожній |title= (довідка)

## Подальше читання
- The Muhammadan Law на «Google Books», English translation of numerous sections of Fatawa i Alamgiri (Translator: SC Sircar, Tagore Professor of Law, Calcutta, 1873)
- Sheikh Nizam, al-Fatawa al-Hindiyya, 6 vols, Beirut: Dar Ihya' al-Turath al-'Arabi, 3rd Edition, (1980)